# Schaanwald
Schaanwald è un abitato del Principato del Liechtenstein, amministrativamente compreso nel comune di Mauren. Aveva 818 abitanti nel 2011.

## Geografia
Schaanwald è situata a 460 m sul livello del mare, nella parte centro-settentrionale del Liechtenstein, vicino a Feldkirch, al confine con l'Austria. È ubicata sulla strada che collega Schaan con Buchs e Feldkirch. Si trova ai piedi del Maurerberg; il Maurer Riet la separa da Mauren. 

## Storia
Il rinvenimento dei resti di una villa lungo la strada che nel III-IV secolo d.C. collegava Milano (Mediolanum) a Bregenz testimonia la presenza di un insediamento romano durante l'epoca imperiale. 
Il nome Schaanwald compare dal 1390 nelle descrizioni dei confini delle signorie di Jagdberg, Feldkirch e Schellenberg. Dal 1782 al 1870 Schaanwald fu una stazione di pedaggio. Divenne un villaggio con 27 case intorno al 1900. 
Alla fine della Seconda guerra mondiale, migliaia di profughi si ammassarono al valico di frontiera con l'Austria Schaanwald–Tisis.

## Trasporti e collegamenti
La stazione di Schaanwald sulla ferrovia Feldkirch-Buchs non è più operativa dal 2013. 
L'abitato è attraversato dalla strada principale 16 Buchs–Schaan–Schaanwald. La Liechtensteiner Straẞe (L 191a) lo collega con Feldkirch. 
L'ufficio doganale svizzero di Schaanwald è il più importante valico di frontiera tra il Liechtenstein e l'Austria. Nel 2011, anno in cui il principato è entrato nell'area Schengen, sono stati aboliti i controlli sistematici sui passaporti.